# Animal Diversity Web
Animal Diversity Web is een online website en database die informatie aanbiedt over natuurlijke historie, classificatie, soortkenmerken, behoudsbiologie en informatie over de verspreiding van diersoorten. De website bevat foto's, geluidsfragmenten en een virtueel museum. De website wordt onderhouden door wetenschappers en studenten van de University of Michigan.

## Geschiedenis
De website werd opgericht door Philip Myers, een voormalig professor bij de University of Michigan. De meeste bijdragers aan de website zijn studenten. ADW werkt samen met 30 hogescholen en universiteiten in de Verenigde Staten. De studenten dienen vaak verslagen over soorten in als onderdeel van hun cursusvereisten. Elk verslag wordt geredigeerd door zowel de professoren als de medewerkers van ADW.
ADW werkt samen met de Encyclopedia of Life (EOL). De BioKIDS Critter Catalog, gemaakt door de University of Michigan, biedt een vereenvoudigde versie van de dierenrekeningen. AmphibiaWeb is een partner die informatie geeft over amfibieënsoorten.